# Leandro Castán
Leandro Castán da Silva (* 5. November 1986 in Jaú) ist ein ehemaliger brasilianischer Fußballspieler.

## Karriere

### Verein
Nach einem erfolgreichen Probetraining im Sommer 2007 nahm der schwedische Klub Helsingborgs IF Castán von Atlético Mineiro unter Vertrag. In der Allsvenskan setzte er sich jedoch unter Trainer Stuart Baxter nicht durch, so dass der Klub ihn an seinen Heimatverein zurück verlieh. Nach seiner Rückkehr nach Schweden Anfang 2008 lief er für den Klub in den Sechzehntelfinalpartien im UEFA-Pokal 2007/08 auf, in denen die Mannschaft nach zwei Niederlagen gegen den niederländischen Vertreter PSV Eindhoven aus dem Wettbewerb ausschied. Dies blieben seine letzten Spiele für den Klub, anschließend wechselte er erneut auf Leihbasis nach Brasilien, dieses Mal zu Grêmio Barueri. Anfang 2009 verpflichtete der brasilianische Klub ihn fest von Helsingborgs IF. Im Sommer 2010 musste der schwedische Klub nach einem FIFA-Beschluss eine Ausbildungsentschädigung in Höhe von 2,2 Millionen Schwedischen Kronen an Atlético Mineiro bezahlen.
Zur Serie A 2012/13 wechselte Castán zur AS Rom. Sein Serie-A-Debüt für die Roma absolvierte er am 26. August 2012 beim 2:2-Unentschieden gegen Catania Calcio. Sein erstes Tor im Dress der Giallorossi konnte er am 8. Dezember 2012 beim 4:2-Erfolg über die AC Florenz erzielen. In seiner Premierensaison absolvierte Castán 30 Partien für Rom. Auch in der Folgesaison war Castán fester Bestandteil der Mannschaft und absolvierte 36 von 38 Ligaspiele, womit er großen Anteil an der Qualifikation für die Champions-League-Gruppenphase hatte. Seit 2016 wurde er regelmäßig an verschiedene italienische Vereine verliehen, zuletzt von Januar 2018 bis Saisonende an Cagliari Calcio.
Im August 2018 ging Castán zurück in seine Heimat. Hier unterzeichnete er einen Kontrakt beim CR Vasco da Gama. Der Vertrag erhielt eine Laufzeit bis Jahresende 2019 und wurde später verlängert. Mit dem Klub trat er in der Série A 2018 an (15 Spiele, kein Tor). Der Start in die Vorsaison 2019 zeichnete sich mit dem Gewinn der Taça Guanabara in der Staatsmeisterschaft von Rio de Janeiro positiv ab (14 Spiele, kein Tor), die Série A 2019 wurde als zwölfter abgeschlossen (22 Spiele, zwei Tore). In der Série A 2020 erreichte der Klub nur den 17. Platz und musste in die Série B 2021 absteigen (28 Spiele, kein Tor). Zum Saisonbeginn 2022 wurde sein im Dezember ausgelaufener Vertrag mit Vasco nicht verlängert. Die Fans des Klubs sahen in ihm einen der Schuldigen für den Nichtwiederaufstieg. Wettbewerbsübergreifend hatte Castán 145 Pflichtspiele (zwei Tore) für Vasco bestritten.
Im März 2022 gab der Guarani FC die Verpflichtung des Spielers bekannt. Er wurde für Austragung der Spiele um die Série B 2022 verpflichtet. Nach nur acht Spielen löste er im Juni seinen Vertrag mit dem Klub wieder auf. Im Folgemonat gab er dann seinen Rücktritt als aktiver Profi bekannt.

### Nationalmannschaft
Castán wurde im September 2012 vom damaligen Nationaltrainer Mano Menezes erstmals in den Kader der Brasilianischen Nationalmannschaft berufen. Sein Debüt für die Seleção gab er am 16. Oktober 2012 im Freundschaftsspiel gegen Japan, das mit 4:0 gewonnen wurde. Auch einen Monat später kam Castán beim 1:1 gegen Kolumbien zum Einsatz. Dies ist zugleich sein aktuell letzter Einsatz für Brasilien.

## Persönliches
Im Dezember 2014 wurde bei ihm ein Kavernom im Gehirn festgestellt. Er musste operiert werden und fiel für den Rest der Saison aus. Zur Vorbereitung auf die Saison 2015/16 nahm er das Training wieder auf.
Sein Bruder Luciano Castán ist ebenfalls Fußballspieler. Dieser spielte in der Saison 2016/17 für Stade Brest. Der Vater, José Marcelo da Silva, spielte für den EC XV de Novembro (Jaú).

## Erfolge
Atlético Mineiro
- Série B: 2006
- Staatsmeisterschaft von Minas Gerais: 2007

Corinthians
- Brasilianischer Meister: 2011
- Copa-Libertadores-Sieger: 2012

Vasco da Gama
- Taça Guanabara: 2019
- Taça Rio: 2021

## Auszeichnungen
- Auswahlmannschaft Copa Libertadores: 2012[8]
- Auswahlmannschaft Staatsmeisterschaft von Rio de Janeiro: 2019[9]